# Мугла (Болгария)
Мугла (болг. Мугла) — село в Болгарии. Находится в Смолянской области, входит в общину Смолян. Население составляет 275 человек.

## Политическая ситуация
В местном кметстве Мугла, в состав которого входит Мугла, должность кмета (старосты) исполняет Сийка Бойкова Радева (коалиция в составе 2 партий: Союз демократических сил (СДС) и национальное движение «Симеон Второй» (НДСВ)) по результатам выборов правления кметства в 2007 году.

## Природа

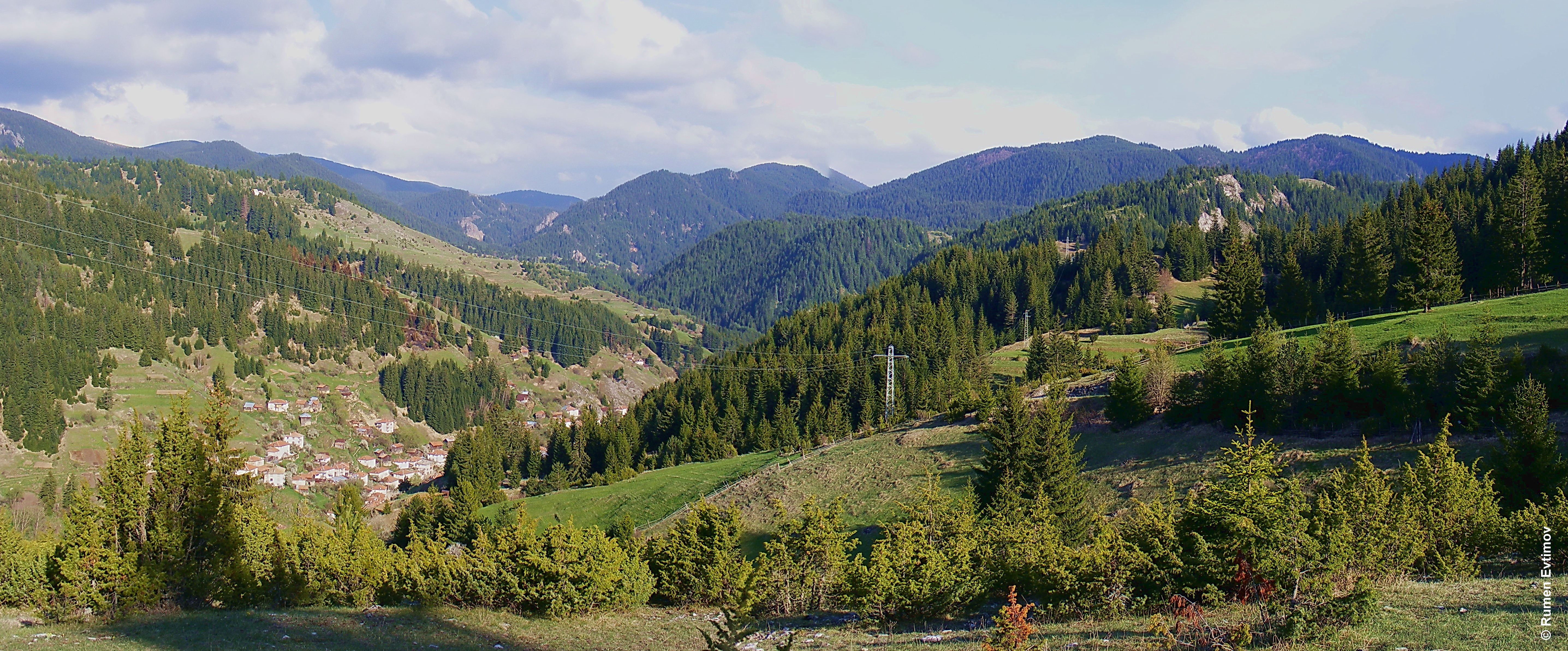
Природа Муглы